# Kressbronn (stacja kolejowa)
Kressbronn – stacja kolejowa w Kressbronn am Bodensee, w kraju związkowym Badenia-Wirtembergia, w Niemczech. Stacja znajduje się w centrum miejscowości przy Nonnenbacher Weg.
| Kressbronn                   |  |                              |
| Linia Bodenseegürtel         |  |                              |
| Langenargenodległość: 4,3 km |  | Nonnenhorn odległość: 2,3 km |